# Endiandra dolichocarpa
Endiandra dolichocarpa là loài thực vật có hoa trong họ Nguyệt quế. Loài này được S.K.Lee & Y.T.Wei miêu tả khoa học đầu tiên năm 1979.